# 1002
El 1002 (MMII) fou un any comú començat en dijous del segle xi, dins l'edat mitjana segons la periodització de la historiografia occidental.

## Esdeveniments

### Països Catalans
- L'Abat Oliba renuncia al comtat de Berga i ingressa a l'Orde de Sant Benet al monestir de Ripoll.

### Món
- Batalla de Calatañazor, amb derrota àrab davant els regnes cristians
- Godofreu I de Baixa Lotaríngia esdevé comte de Verdum
- El rei anglès ordena la Matança de St. Brice's Day, on són exterminats tots els danesos del regne[1]
- S'escriu el Makura no Sōshi, diari d'una dama de la cort japonesa (data aproximada)
- Süryavarman I funda a Cambodja la dinastia Sol[2]
- Enric II del Sacre Imperi Romanogermànic puja al tron[3]
- Revolta de l'aristocràcia pagana d'Hongria[4]

## Naixements
- 21 de juny, Eguisheim, Alsàcia (França): Lleó IX, papa (m. 1054).[5]
- Jordi I de Geòrgia, rei georgià
- Mei Yaochen, poeta xinès

## Necrològiques
- Almansor, líder àrab
- Otó III, mort en misterioses circumstàncies que iniciaren una crisi a l'imperi[6]
- Saïd-ad-Dawla, darrer emir dels hamdànides
- Enric I de Borgonya, duc de Borgonya
- Joan d'Ivíron, sant cristià (data aproximada)